# ファセットモービル

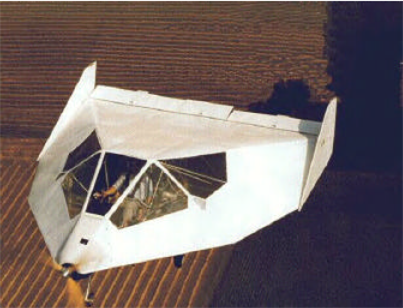
飛行中の FMX-4 Facetmobile

ファセットモービル(FMX-4 Facetmobile)は空力専門家として有名なバーナビー・ウェインファンがデザインしたホームビルト機である。
1機しか製作されなかったが、そのユニークな形態で有名になった。リフティング・ボディ機と全翼機のデザインを混合したようなデザインをしている。特筆すべきは機体は11枚の平面でできていることで、これはステルス機のF-117と似ているが、F-117がステルス性のためにそのデザインを採用したのに対して、ファセットモービルは製作の容易さのためにこの設計を採用した。F-117の形が公開される前に、ファセットモービルは設計されており、形態の類似は偶然であるとウェインファンは主張している。機体は6061アルミ合金管のフレームに、羽布張りの構造である。

## 仕様
- 乗員： 1
- 全長：5.95 m
- 翼巾：4.57 m
- 翼面積：19.9 m2
- 空虚重量：168 kg
- 全備重量：336 kg
- 動力： 1× Rotax 503 DC Fixed, 46 hp (34 kw)

## 性能
- 最大速度： 96 knots (178 km/h)
- 巡航速度： 80 knots (148 km/h)
- 失速速度： 33 knots (53 km/h)
- 上昇率： 750 ft/min (3.81 m/s)
- 翼面荷重：3.45 lb/sq ft (16.8 kg/m2)